# Ceratina zwakhalsi
Ceratina zwakhalsi là một loài Hymenoptera trong họ Apidae. Loài này được Terzo & Rasmont mô tả khoa học năm 1997.